# 山里勝己
山里 勝己（やまざと かつのり、1949年4月12日 - ）は、日本のアメリカ文学者、翻訳家。名桜大学学長。琉球大学名誉教授。

## 経歴
沖縄県本部町出身。
1972年、琉球大学英語英文科卒業。1974年、ハワイ大学マノア校英米文学修士課程修了。1987年、カリフォルニア大学デービス校英米文学専攻博士課程修了。
1975年より琉球大学法文学部助手、教授、副学長。
日本文学環境学会会長、九州アメリカ文学会会長などを歴任。
2013年、名桜大学教授および国際文化研究科長に就任。2014年、同大学学長に就任。
著書『琉大物語 1947-1972』では、アメリカ合衆国政府によって創立された琉球大学の歴史を詳細に記述した。
その一方で、米軍統治のもとで学生を退学・停学処分にした「第一次琉大事件」「第二次琉大事件」について、大学側の責任を曖昧にする記述をしているとの批判を一部から受けている。

## 著書
- 『場所を生きる ゲーリー・スナイダーの世界』（山と溪谷社） 2006
- 『琉大物語 1947-1972』（琉球新報社） 2010

### 共編著
- 『戦後沖縄とアメリカ 異文化接触の五〇年』（照屋善彦共編、沖縄タイムス社） 1995
- 『アメリカン・パノラマ 変容する社会と文化』（共編著、英宝社） 1999
- 『英語コミュニケーション総合演習』（著者代表、英宝社） 2002
- 『自然と文学のダイアローグ 都市・田園・野生 国際シンポジウム沖縄2003』（高田賢一・野田研一・高橋勤共編、彩流社） 2004
- 『〈移動〉のアメリカ文化学』（編著、ミネルヴァ書房、シリーズ・アメリカ文化を読む） 2011
- 『アメリカ文化55のキーワード』（笹田直人・野田研一共編著、ミネルヴァ書房、世界文化シリーズ） 2013
- 『〈オキナワ〉人の移動、文学、ディアスポラ』（石原昌英共編、彩流社） 2013、『琉球大学 人の移動と21世紀のグローバル社会VII』
- 『人の移動、融合、変容の人類史 沖縄の経験と21世紀への提言』（我部政明・石原昌英共編、彩流社） 2013、『同上 VIII』
- 『沖縄を求めて沖縄を生きる　大城立裕追悼論集』（又吉栄喜・大城貞俊・崎浜慎 共編、インパクト出版会）2022

## 翻訳
- 『惑星の未来を想像する者たちへ』（ゲーリー・スナイダー、田中泰賢, 赤嶺玲子共訳、山と溪谷社） 2000
- 『終りなき山河』（ゲーリー・スナイダー、原成吉共訳、思潮社） 2002
- 『子どもたちのために』（ゲーリー・スナイダー、高野建三写真、編訳、野草社） 2013
- 『聖なる地球のつどいかな』（ゲーリー・スナイダー, 山尾三省、編訳、野草社） 2013